# Protosphargis
Protosphargis é um gênero extinto e fóssil de tartarugas marinhas que viveu durante o Cretáceo Superior no que hoje é a Itália . Apenas uma espécie é conhecida, Protosphargis veronensis, descrita em 1884 por Giovanni Capellini.